# Odontopera formosa
Odontopera formosa là một loài bướm đêm trong họ Geometridae.